# SOUL GAUGE
SOUL GAUGE（ソウルゲージ）は、日本のネオ・ソウル・ギターデュオ。

## 概要
2013年にユニットを結成、井草、磯貝ともに各自のソロ活動を積極的に行いながらもSOUL GAUGEとしての活動を続けている。二人のパートがギターという共通点はあっても、その演奏スタイルは異なる。その異色の組み合わせが独特のサウンドを生み出している。
結成当初、渋谷での路上ライブの活動がTwitterなどのSNS上で話題となる。2013年の夏、たまたま通りかかって渋谷の路上ライブを見たメディアファクトリーのディレクターから熱心に誘われ同社から2014年5月14日に1stアルバム「Born in Street」でCDデビュー。収録曲は路上ライブで人気を博したレパートリーからR&Bを中心にチョイス。2ndアルバムは1stから丁度1年後の2015年5月13日に発売の「Walk on Japan〜Everlasting Loves〜」。アルバムの隠れテーマは日本歌謡とのこと。

## プロフィール

### メンバー
- 井草聖二（いぐさ　せいじ）
  - 1988年11月9日生。兵庫県出身。アコースティック・ギター担当。
- 磯貝一樹（いそがい　かずき）
  - 1990年12月2日生。大分県出身。エレクトリック・ギター・ガットギター担当。

### アルバム
|     | 発売日        | タイトル                           |
| --- | ------------- | ---------------------------------- |
| 1st | 2014年5月14日 | Born in Street                     |
| 2nd | 2015年5月13日 | Walk on Japan～Everlasting Loves～ |

]